# Sin máscaras
Sin máscaras (en hangul, 트리거; romanización revisada, Teurigeo; literalmente, «Gatillo») es una serie de televisión web surcoreana escrita por Kim Gi-ryang, dirigida por Yoo Sun-dong, y protagonizada por Kim Hye-soo, Jung Sung-il y Joo Jong-hyuk. Se estrenó en la plataforma Disney+ el 15 de enero de 2025.

## Sinopsis
Un equipo de periodistas de investigación ha publicado una historia particularmente controvertida, que ahora representa una amenaza para sus carreras. A medida que el tiempo comienza a agotarse, los miembros del equipo se ven obligados a lograr lo imposible para salvar sus trabajos: hallar la clave de un caso sin resolver de hace veinte años, en el que un actor famoso desapareció sin dejar rastro.

## Reparto

### Principal
- Kim Hye-soo como Oh So-ryong, la apasionada directora del programa de investigación Trigger, que se ocupa de esclarecer casos y accidentes que ni siquiera la fiscalía y la policía han podido resolver.[2][3][4]

- Jung Sung-il como Han Do, un investigador novato, egocéntrico y sin habilidades sociales.[3][5][6]

- Joo Jong-hyuk como Kang Ki-ho, el más joven investigador del programa, en su tercer año como subdirector.[3][7][8][9]

### Secundario
- Lee Hae-young como Park Da-rong, productor del programa Trigger.[10]
- Shin Jung-geun como Goo Hyung-tae, el presidente de la cadena de televisión KNS, que vigila de cerca a Oh So-ryong e interfiere con frecuencia en las entrevistas del equipo del programa Trigger.[10]
- Jang Hye-jin como Hong Na-hee, la redactora principal de Trigger, y la carismática hermana mayor del equipo del programa.[10]
- Heo Dong-won como Lee Sang-mok.
- Hwang Geon como el profesor Choi.[11]
- Moon Woo-jin como Son Joon-young, un joven maltratador de animales.[12]
- Lee Seung-hoon como el pastor Kim, que dirige una comunidad religiosa pero piensa sobre todo en su propio beneficio.[13][14]
- Kim So-ra como Harmonica, redactora del programa Trigger.[15][16]
- Oh Dae-hwan como Jang Hak.
- Song Ok-sook como Heo Geum-ran.
- Sung Ji-ru como el detective Yoo.
- Ahn Suk-hwan como el padre de Cha Seong-wook.
- Park Soo-young como Son Hee-won, jefe del Departamento de Cultura y Asuntos Actuales, una persona astuta y calculadora, cuyas verdaderas intenciones sabe mantener ocultas.[17][18]
- Shin Se-hwi como Lee Yu-mi (episodio 4).
- Jung Hae-kyun como Choi Geon (episodios 6-7).

### Apariciones especiales
- Choo Ja-hyun como Jo Hye-won, una informante clave en el caso sin resolver de la desaparición de Cha Seong-wook (episodios 3-4).[19]
- Choi Dae-hoon como Jo Jin-man.
- Lee Dae-yeon como Ma Seong-chun.
- Lee Soo-mi como Yeon Mi-jin, la madre de Oh So-ryong.[20]
- Park Myeong-shin como un chamán.

## Producción
La serie está producida por Key East, que firmó un contrato de suministro con Disney+ el 16 de enero de 2024 por un importe no declarado. El guion es de Kim Gi-ryang y la dirección de Yoo Sun-dong, conocido por haber dirigido también la popular serie The Uncanny Counter. Según declaró el propio Yoo, la serie está estructurada como la investigación y retransmisión de un caso irresuelto por cada episodio, aunque algunos casos se prolongan por dos episodios. Estos casos están inspirados en sucesos reales.
Kim Hye-soo confirmó su aparición en la serie en junio de 2023, como su próximo trabajo después de Bajo el paraguas de la reina. En noviembre del mismo año se publicó que Jung Sung-il había sido elegido para la serie. En febrero de 2024 se añadió el nombre de Joo Jong-hyuk y se anunció que el estreno de la serie estaba previsto para la segunda mitad del año.
El rodaje comenzó en enero de 2024 con el proyecto de estrenarla en el año, pero en otoño Disney+ aplazó finalmente el estreno a principios de 2025. Durante el rodaje se produjo algún percance: la actriz Kim Hye-soo declaró que se había producido una rotura de un músculo de la pierna cuando rodaba un escena de acción de la serie.
El 19 de diciembre de 2024 Disney+ distribuyó un cartel de avance de la serie en el que aparece el personaje de la protagonista So-ryong, y confirmó el 15 de enero como la fecha del estreno. El 6 de enero exhibió el episodio 2 ante la prensa especializada. Dos días después se presentó la producción en conferencia de prensa celebrada en el Hotel Conrad Seúl en Yeouido, Yeongdeungpo-gu, Seúl, con la asistencia del director y los tres protagonistas.

## Recepción
Con sus dos primeros episodios, Unmasked ocupó el primer lugar en el contenido general coreano de Disney+ durante cuatro días consecutivos. También logró la primera posición durante tres días en Hong Kong y en Taiwán, y se ubicó entre los cinco primeros en otros seis países, entre los cuales Turquía, Japón y Singapur.